# Rhys Ifans
Rhys Ifans, rojen kot Rhys Owain Evans, britanski filmski igralec in glasbenik, * 22. julij 1967 Pembrokeshire, Wales, Združeno Kraljestvo.
V filmih je igral Spika v Notting Hill (1999), Eyeball Paula v Kevin & Perry Go Large (2000), Dannyja Morgana v Danny Deckchair (2003), Jeda Parryja v Večna ljubezen (2004), Xenophiliusa Lovegooda v Harry Potter in Svetinje smrti – 1. del (2010), Howarda Marksa v Mr. Joint (2010), Edwarda de Verea, 17. grofa Oxfordskega v Anonimnež (2011), dr. Curta Connorsa/Kuščarja v Neverjetni Spider-Man (2012) in Spider-Man: Ni poti domov (2021) ter Martina Moona v Venom: Zadnji ples (2024). Leta 2005 je Ifans prejel nagrado BAFTA za vlogo Petra Cooka v filmu Not only but always (2004).